# Heilig Kreuz (Polling)

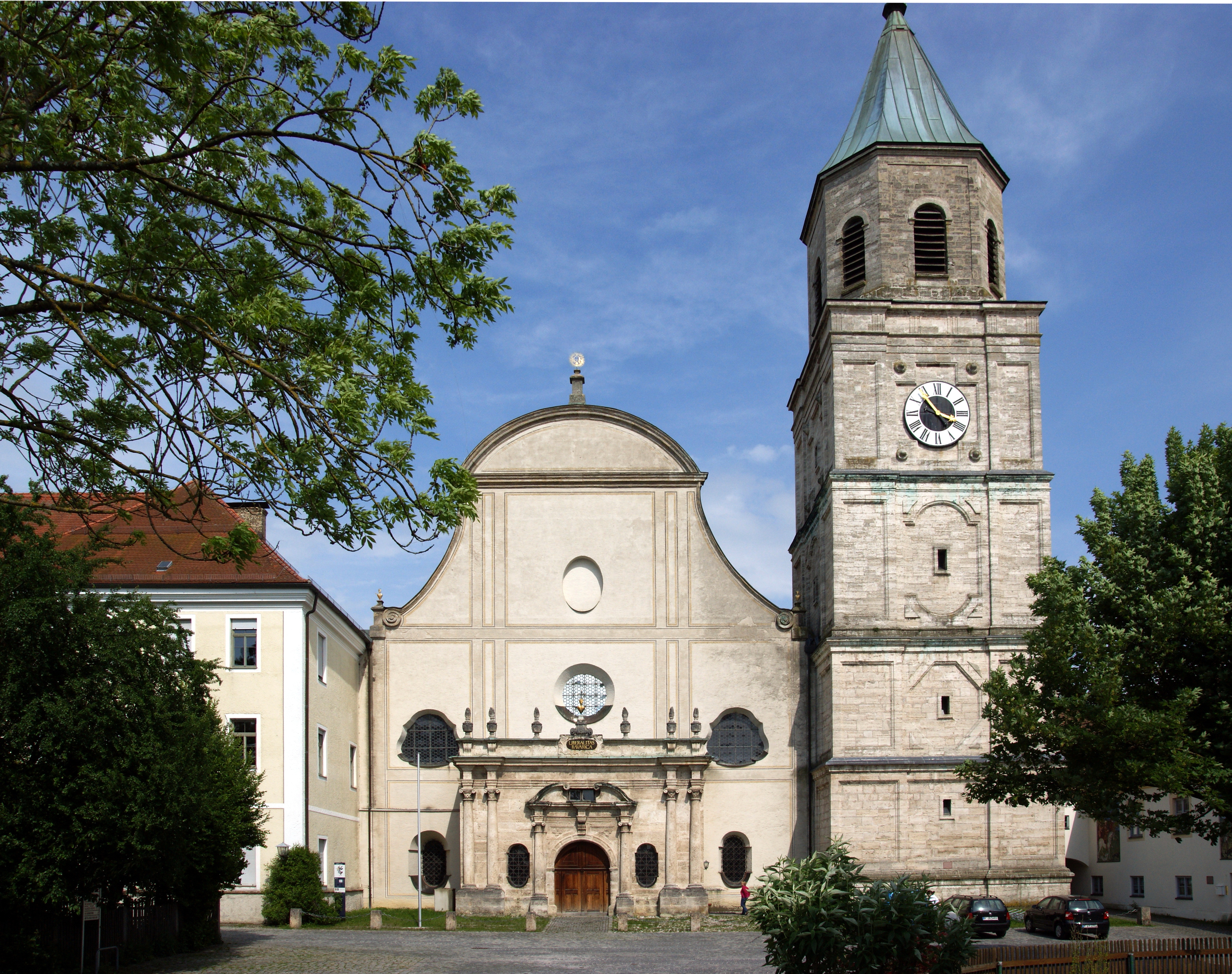
Ehemalige Stiftskirche Heilig Kreuz in Polling

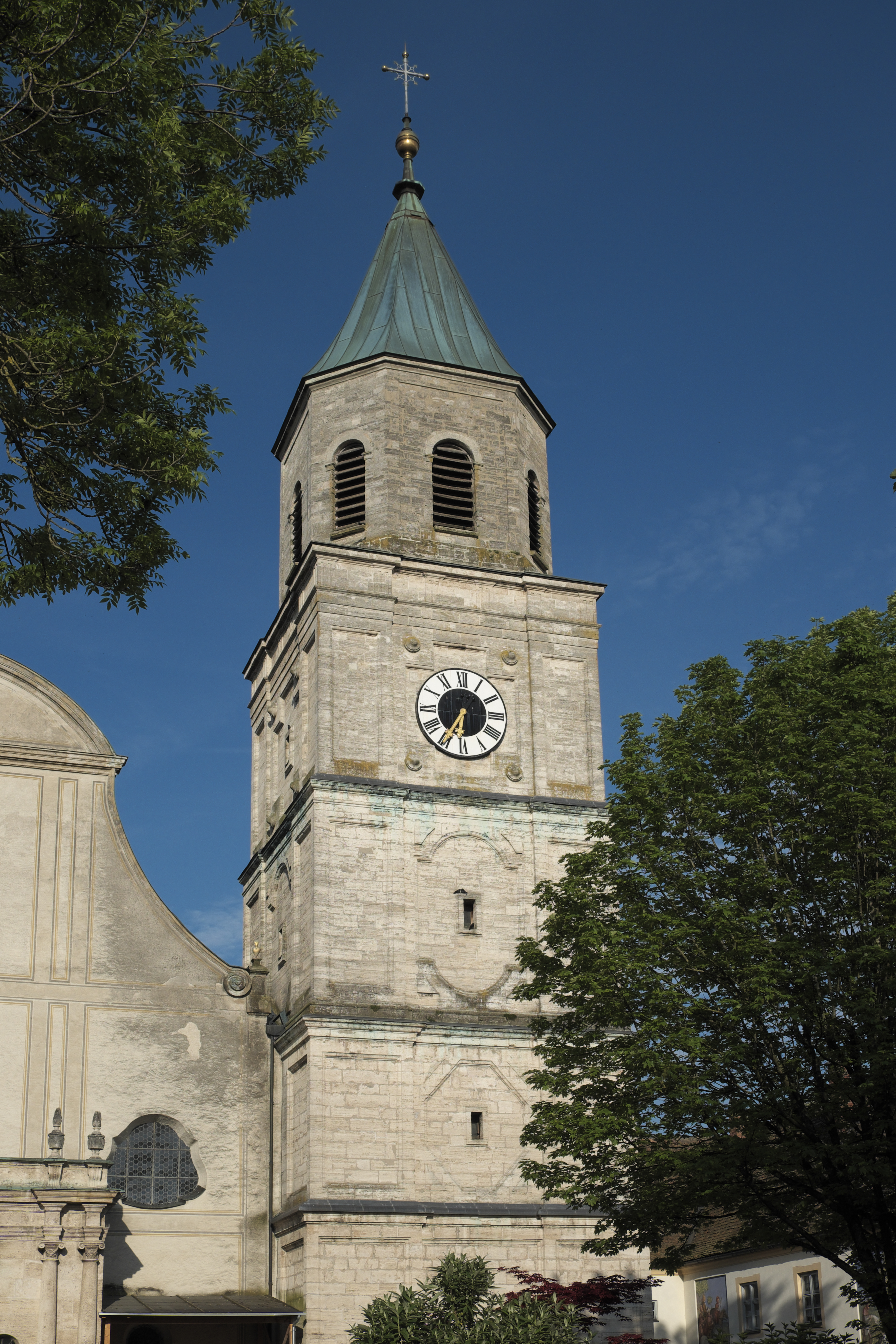
Glockenturm

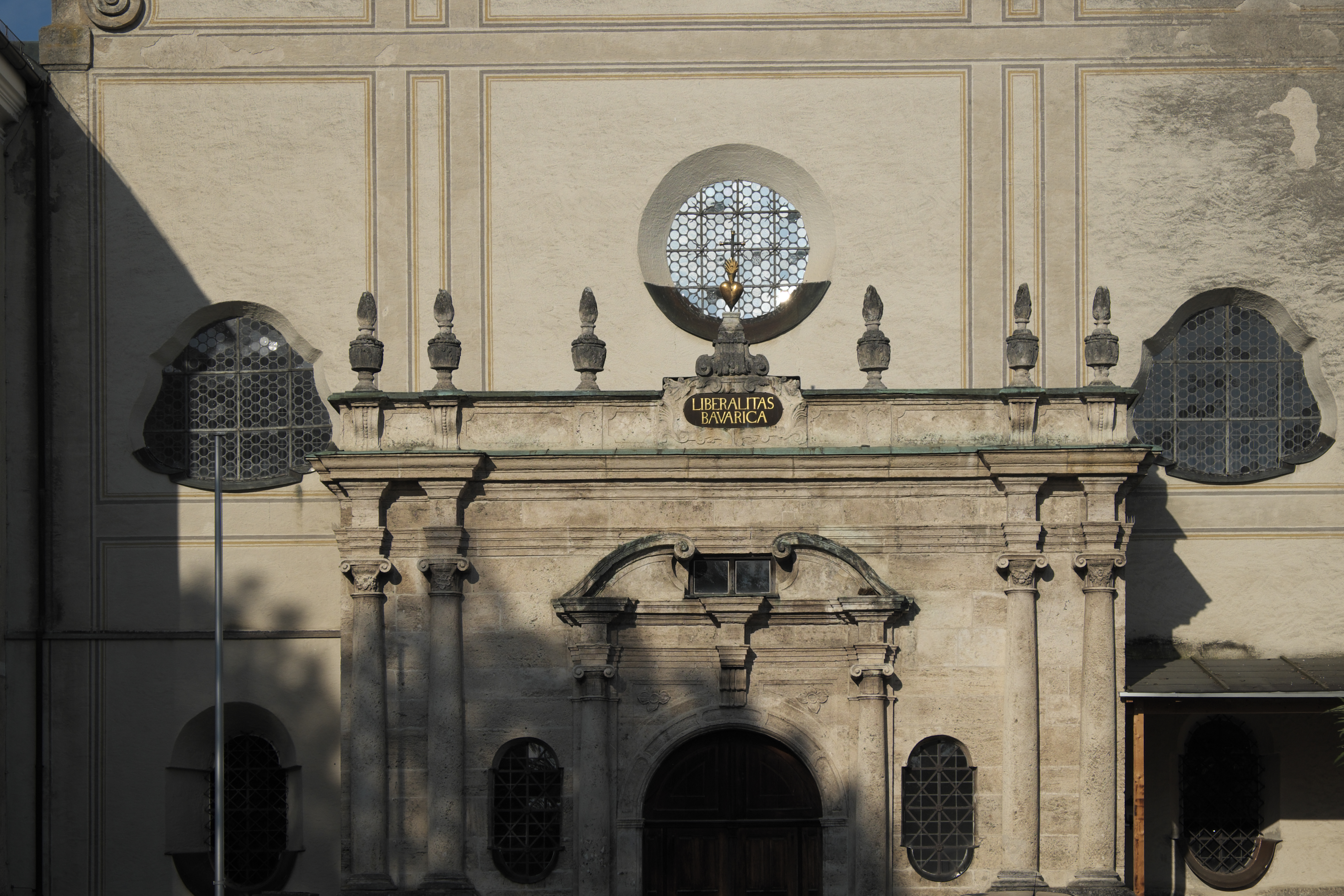
Vorhalle mit der Inschrift „LIBERALITAS BAVARICA“

Die römisch-katholische Pfarrkirche Heilig Kreuz in Polling, einer Gemeinde im Pfaffenwinkel, wurde zwischen 1416 und 1420 als Kirche eines Augustiner-Chorherrenstiftes errichtet. In der ersten Hälfte des 17. Jahrhunderts wurde die gotische Kirche durch Anbauten und Kapellen erweitert und im Stil des Barock umgestaltet. Aus dieser Zeit ist der Stuckdekor von Georg Schmuzer, einem der ersten bekannten Mitglieder der Stuckatoren- und Architektenfamilie Schmuzer der Wessobrunner Schule, erhalten. Eine weitere Umgestaltung im Stil des Rokoko erfolgte in der zweiten Hälfte des 18. Jahrhunderts. Wertvollstes Ausstattungsstück der Kirche ist das auch als Tassilo-Kreuz bezeichnete Pollinger Kreuz, ein hochmittelalterliches Tafelkreuz. Neben dem Patrozinium der Kreuzauffindung trägt die Kirche auch den Titel Sankt Salvator und ist Jesus Christus als Salvator Mundi (Erlöser der Welt) geweiht. Die Kirche steht auf der Liste der geschützten Baudenkmäler in Bayern.

## Geschichte

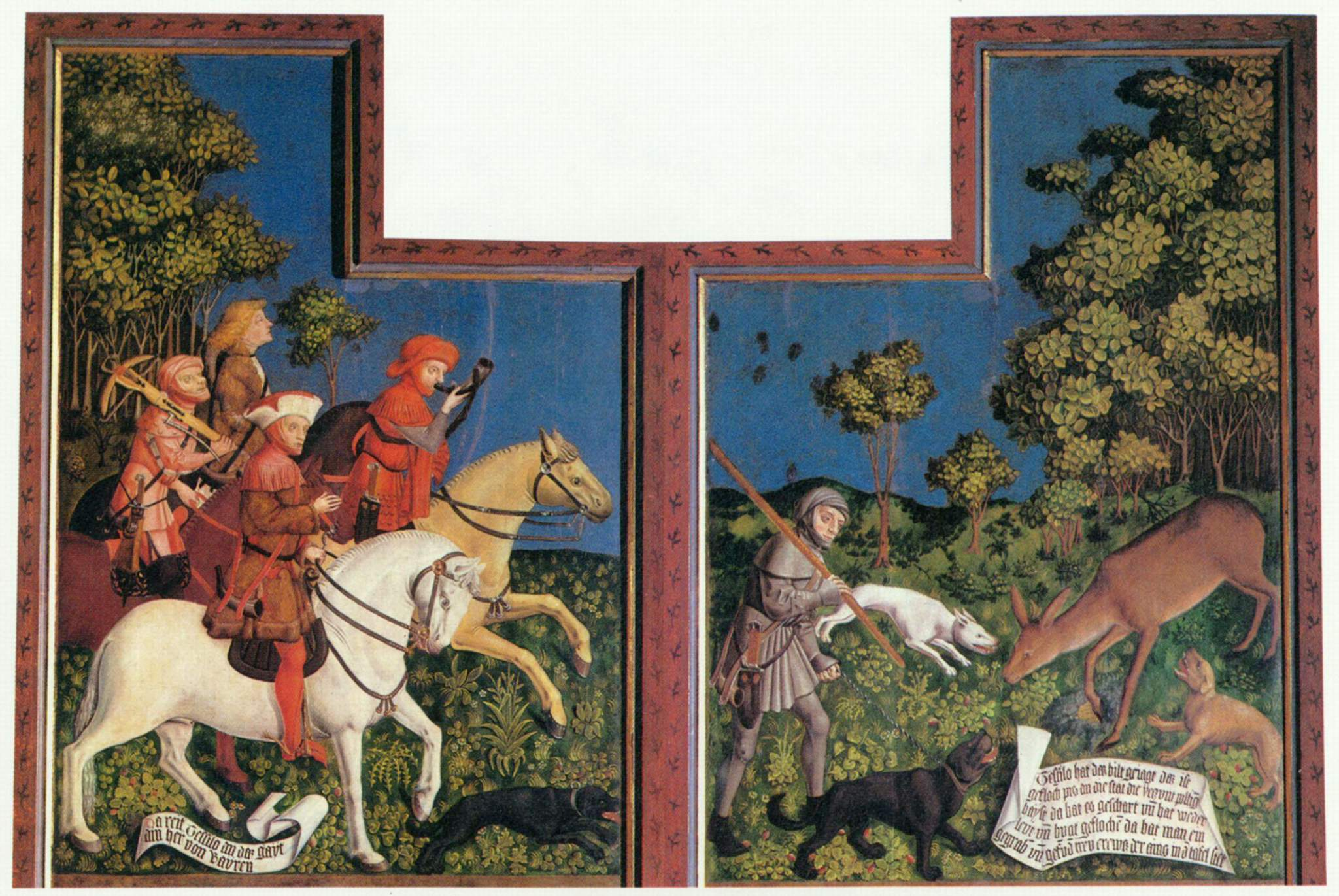
Kreuzauffindung durch Herzog Tassilo III.

Nach einer Quelle aus dem 11. Jahrhundert gründete eine Familie aus dem Adelsgeschlecht der Huosi um 750 in Polling ein Benediktinerkloster. Im 15. Jahrhundert verbreitete sich die Legende, nach der das Kloster Polling auf eine Gründung des Bayernherzogs Tassilo III. zurückgehe. Er soll bei der Jagd eine Hirschkuh verfolgt haben, die an der Stelle des späteren Klosterbaus ein Kreuz aus dem Boden gescharrt habe.
Dieses erste Kloster wurde bei den Ungarneinfällen im 10. Jahrhundert vollständig zerstört. Im Jahr 1010 ließ der Bayernherzog Heinrich IV., der 1014 als Heinrich II. zum Kaiser gekrönt wurde, an der Stelle ein Kollegiatstift errichten, das nach 1100 in ein Augustiner-Chorherrenstift umgewandelt wurde. Es wurde eine neue Kirche gebaut, die 1160 von Hartmann, dem Bischof von Brixen, eingeweiht wurde. Von diesem romanischen Vorgängerbau ist noch die Krypta unter der Gottesackerkapelle jenseits des Tiefenbachs erhalten.
Im 13. Jahrhundert entwickelte sich eine vielbesuchte Wallfahrt zum Heiligen Kreuz und man errichtete am heutigen Standort eine Kirche, die 1298 geweiht wurde. Dieser Kirchenbau wurde im Jahr 1414 zerstört und zwischen 1416 und 1420 im Stil der Gotik wieder aufgebaut. 1605 begann man mit dem Neubau des Turms im Stil der Renaissance nach Plänen von Hans Krumpper, die allerdings aus Geldmangel nicht zu Ende geführt wurden.
Zwischen 1621 und 1628 ließ der Propst Kilian Westenrieder die gotische Hallenkirche erweitern. Der Chor wurde um drei Joche nach Osten verlängert und neu eingewölbt. Im Norden wurde eine Sakristei, im Süden die Reliquien- oder Achbergkapelle angebaut, jeweils mit darüberliegenden Oratorien. An den Längsseiten der Kirche wurden ebenfalls Kapellen angefügt und ringsum Emporen eingezogen. Im Jahr 1628 weihte der Bischof von Augsburg, Heinrich V. von Knöringen, den Neubau der Kirche. 1733 wurde im Westen die Vorhalle mit der Inschrift LIBERALITAS BAVARICA (Bayerische Freigebigkeit) angebaut. Unter dem Propst Franz Töpsl erfolgte zwischen 1761 und 1765 eine weitere Umgestaltung und Erneuerung der Ausstattung im Stil des späten Rokoko.

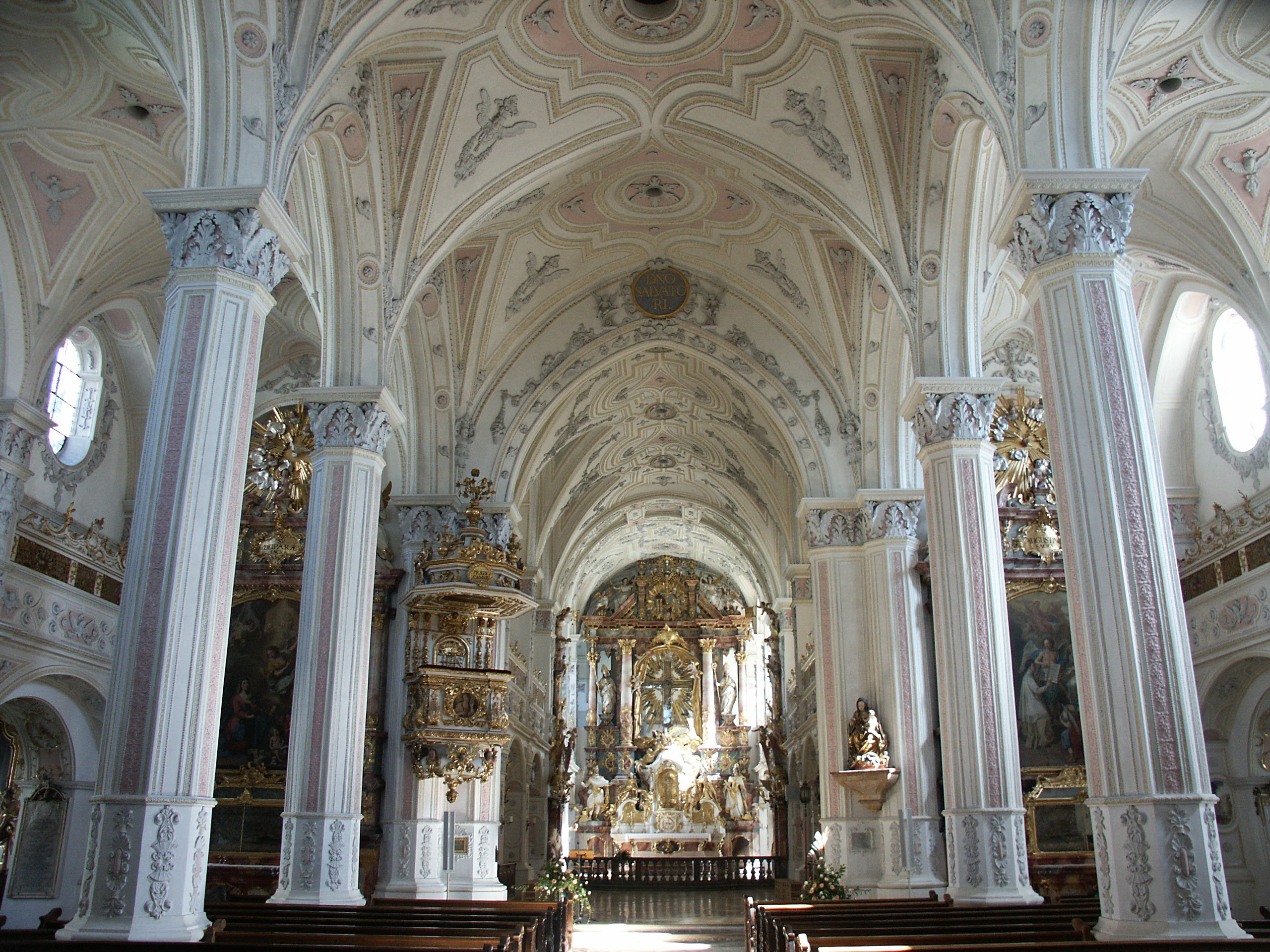
Innenraum

## Architektur
An der Südseite der Westfassade erhebt sich der 1605 begonnene und unvollendet gebliebene Glockenturm, auf den 1822 ein Oktogon mit Spitzhelm aufgesetzt wurde. Die Höhe beträgt bis zur Spitze ca. 57 m. Die aus Pollinger Kalktuff errichtete Kirche ist eine dreischiffige Halle mit fünf Jochen. Die noch aus gotischer Zeit stammenden spitzbogigen Arkaden werden von hoch aufragenden Achtkantpfeilern mit barockem Stuckdekor getragen. Der dreijochige Chor hat die gleiche Breite wie das Mittelschiff und endet mit einem Fünfachtelschluss. Die Decke der Orgelempore ist mit einem Fresko von Johann Baptist Baader aus dem Jahr 1766 verziert, das König David auf der Harfe spielend darstellt.

## Stuck
Die Pollinger Stiftskirche gehört zu den frühesten Kirchen, die mit Wessobrunner Stuck ausgeschmückt wurden. Der Stuckdekor wurde 1625 von Georg Schmuzer ausgeführt. Die geometrischen Formen, die von Eierstäben gerahmten Felder, die zahlreichen Rosetten und Girlanden weisen von der Spätrenaissance zum frühen Barock. Die Kapitelle der schlanken Pfeiler sind mit Akanthus und wie die Fensterumrahmungen mit geflügelten Engelsköpfen verziert.

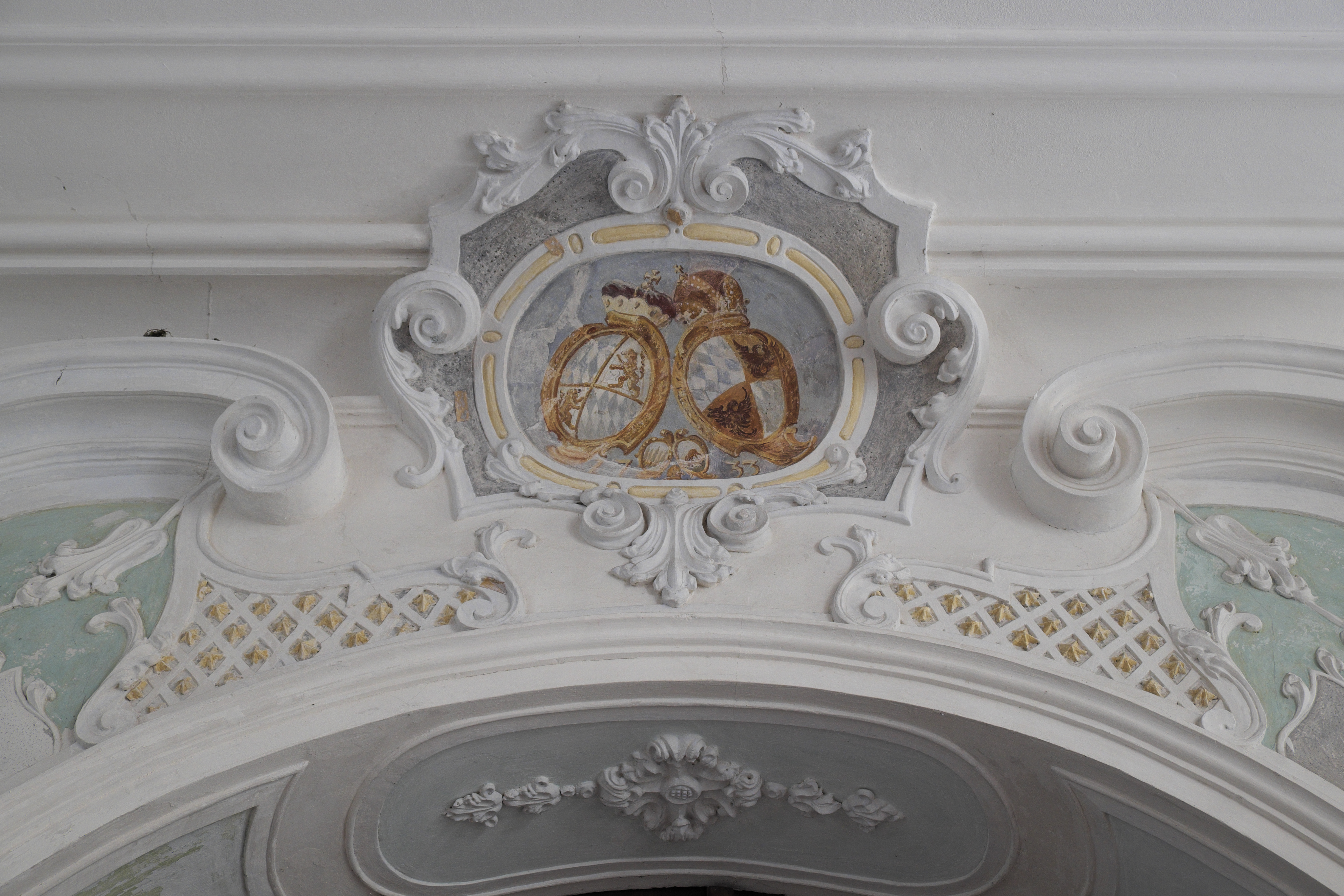
Stuckkartusche mit Wappen
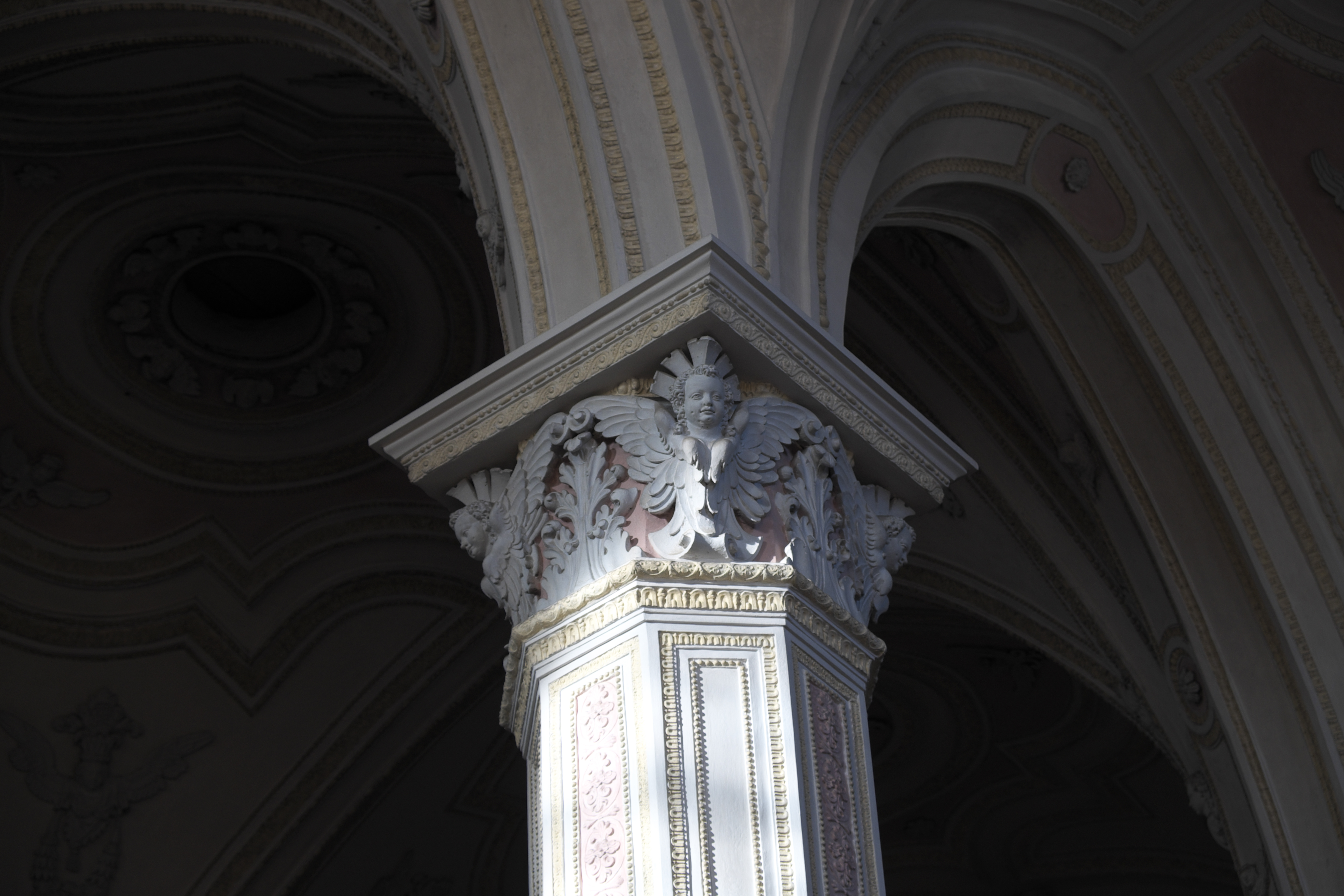
Kapitell
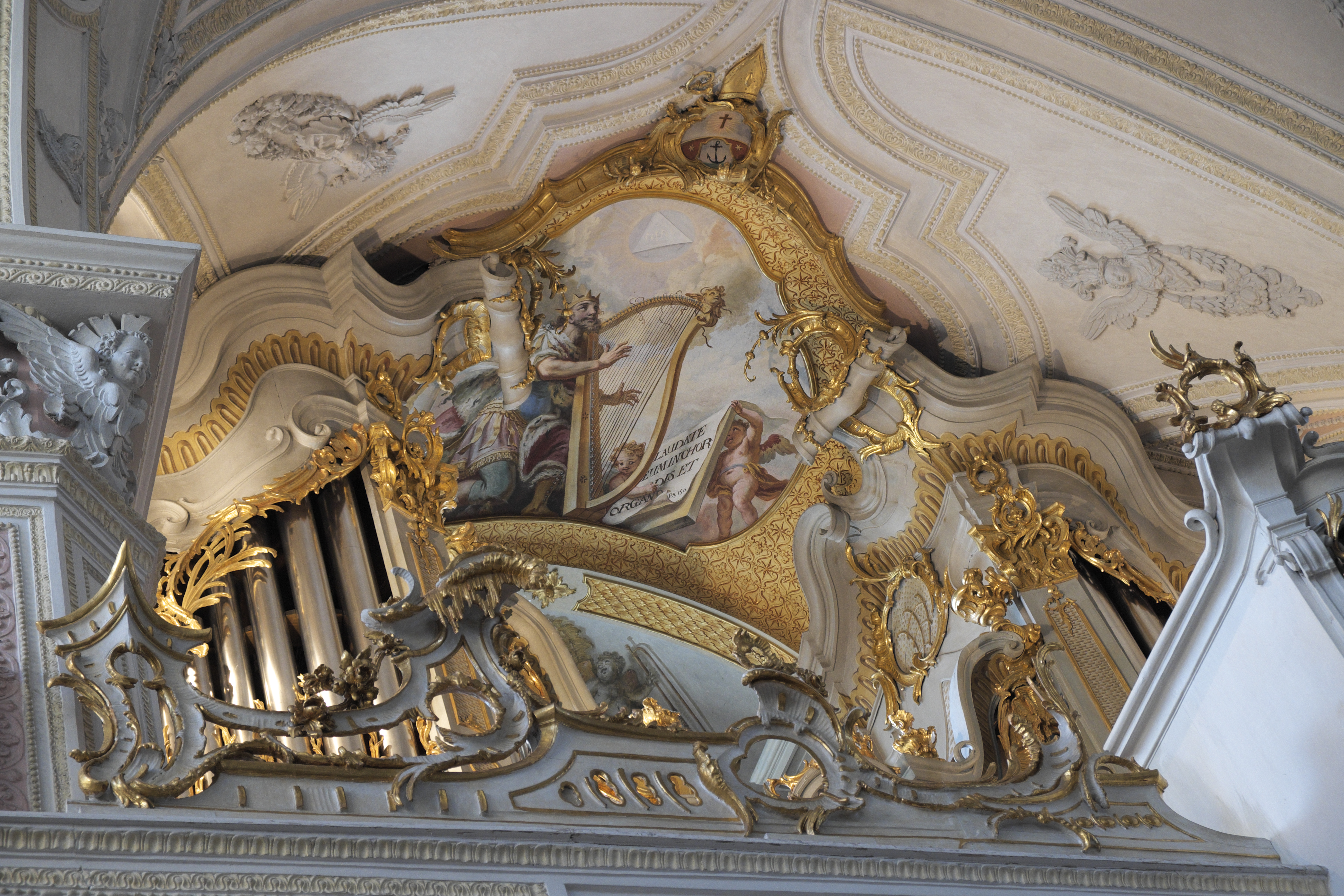
Stuckdekor und Fresko über der Orgelempore

## Ausstattung

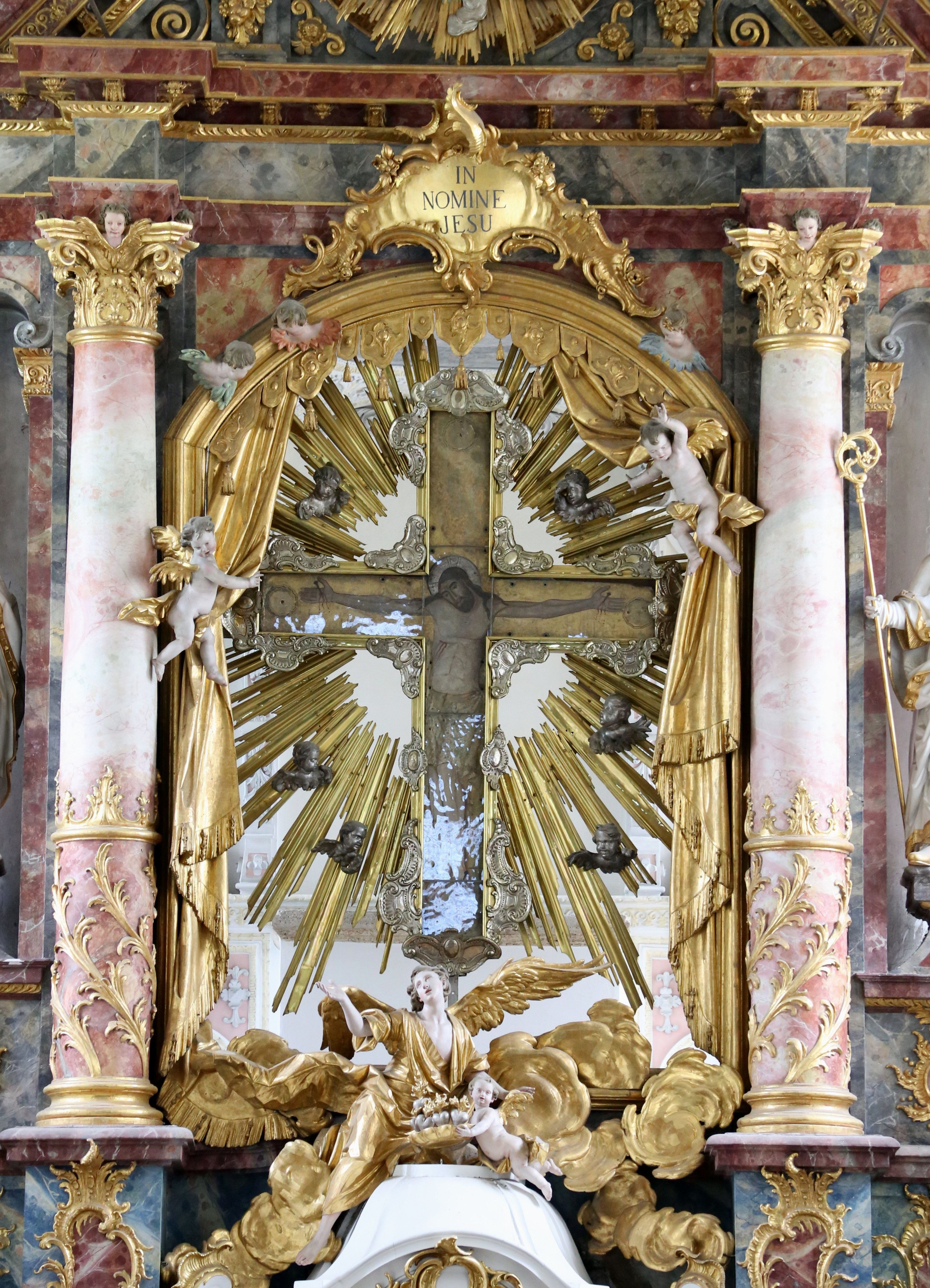
Pollinger Kreuz

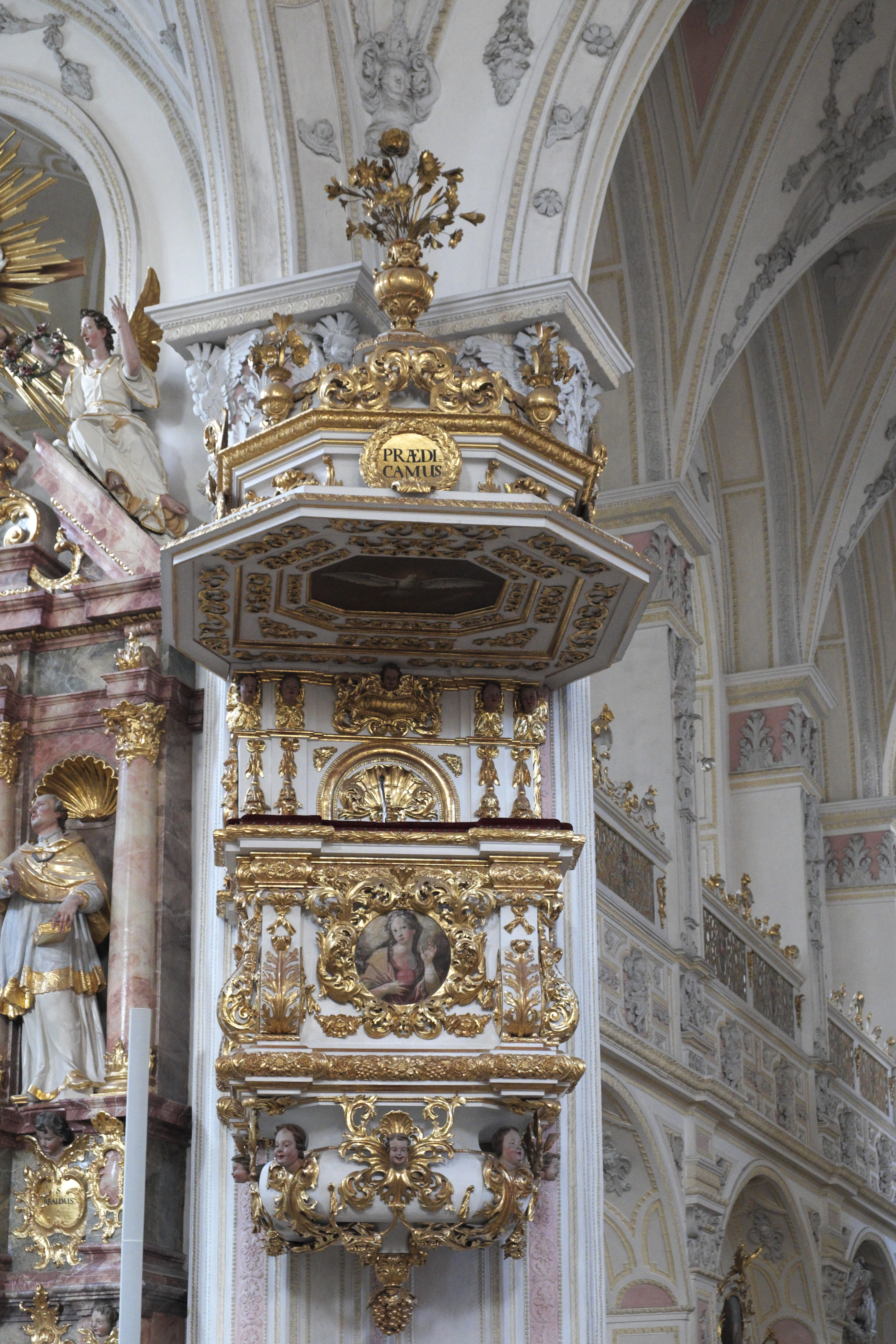
Kanzel

- Das in Polling verehrte Tafelkreuz, das Tassilo-Kreuz, wurde aus Fichtenbrettern gezimmert, die von einem Baum stammen, der zwischen 884 und 1018 gefällt wurde. Das brüchig gewordene Holz, das mit Hilfe von Metallklammern zusammengehalten wurde, überzog man um 1180 mit Pferdehaut, die die Metallklammern kaschieren sollte. Wohl um 1230/40 wurde es mit dem lebensgroßen Bild des Gekreuzigten bemalt.
- Ursprünglich stand das Kreuz an einem Seitenaltar. Hier befand sich der sogenannte Kreuzaltar, ein um 1420 vom sogenannten Meister der Pollinger Tafeln geschaffener gotischer Flügelaltar, der heute in der Alten Pinakothek in München aufbewahrt wird. Auf den Flügeln des Altars werden die Szenen der Auffindung des Kreuzes durch Herzog Tassilo III. und die Kreuzerhebung dargestellt. An diesem Altar stand das Pollinger Kreuz, bis es im Jahr 1628 auf dem Hauptaltar aufgestellt wurde.

Pollinger Kreuz HDR

- Pollinger Kreuz HDRDer Hochaltar wurde von 1623 bis 1628/29 von Bartholomäus Steinle geschaffen und 1763 bis 1765 durch den Münchner Bildhauer Johann Baptist Straub zu einem Bühnenaltar umgestaltet. Vom ursprünglichen Altar sind noch ein Teil der Putten und die Figuren des heiligen Ulrich, des Schutzpatrons des Bistums Augsburg, und des heiligen Augustinus, des Ordenspatrons, erhalten. Die drei um den Tabernakel angeordneten weiblichen Skulpturen verkörpern die Göttlichen Tugenden Glaube (mit Kelch), Liebe (mit Herz) und Hoffnung (mit Anker). Sie stammen wie die Figuren Kaiser Heinrichs II. und seiner Gemahlin Kunigunde, die um 1774 geschaffen wurden, von Johann Baptist Straub oder seiner Werkstatt. 1763 wurde das Heilige Kreuz in die Mitte der Altarwand, umgeben von einem Strahlenkranz aus vergoldetem Kupfer, unter einem Rokoko-Baldachin eingesetzt.
- Die beiden Seitenaltäre, der Marienaltar und der Augustinusaltar, wurden ebenfalls 1625 von Bartholomäus Steinle geschaffen und 1762/63 von Johann Baptist Straub im Stil des späten Rokoko umgestaltet. 1763 ließ Propst Franz Töpsl in den Seitenkapellen acht neue Altäre aus Stuckmarmor aufstellen. Das Altarblatt des Augustinusaltars ist eines der letzten Werke des Malers Balthasar Augustin Albrecht.[5]
- Die Kanzel aus dem Jahr 1705 weist eine reiche Vergoldung auf. Die Ölgemälde am Kanzelkorb stellen die Göttlichen Tugenden Glaube, Hoffnung und Liebe dar, unter dem Schalldeckel ist die Taube als Symbol des Heiligen Geistes dargestellt. Die Puttenköpfe unten am Kanzelkorb weisen durch ihren Gesichtsausdruck des aufmerksamen Hinhörens auf die Bedeutung der Predigt hin.
- In der Vorhalle erinnern zwei Ölgemälde aus der Zeit um 1735 an die legendäre Gründung des Klosters durch Herzog Tassilo III. im 8. Jahrhundert und seine Wiederherstellung im 11. Jahrhundert durch Kaiser Heinrich II. und seine Gemahlin Kunigunde.
- Die Kirchenbänke mit ihren Rokokowangen wurden kurze Zeit nach 1760 geschnitzt.
- Aus den 1760er Jahren stammen ebenfalls die Gitter unter der Orgelempore und die Gitter aus bemaltem Eisenblech mit ihren geschnitzten Aufsätzen an den Emporen von Chor und Langhaus.
- Die am Triumphbogen gegenüber der Kanzel auf einem Thron sitzende Madonna mit Kind aus dem Jahr 1526 gilt als ein Hauptwerk des in Landshut ansässigen Bildhauers Hans Leinberger.
- Die Reliquien- oder Achbergkapelle zeigt in den vier Kreuzgewölben, die von einem Mittelpfeiler getragen werden, Deckenmalerei von Johann Baptist Baader. Thema des Bilderzyklus ist die Kindheitsgeschichte Jesu, Verkündigung (Lk 1,26ff.), Heimsuchung (Lk 1, 39ff.), Anbetung der Hirten (Lk 2,15ff.) und Flucht nach Ägypten (Mt 2,13ff.). Die vier farbigen Hauptbilder sind von je zwei verschlüsselten Sinnbildern, monochromen Emblemen, in Rocaille-Kartuschen mit Bezug auf das jeweilige Bildthema, begleitet.
- Unter den zahlreichen Grabsteinen der Kirche befinden sich die Epitaphe für Eusebius Amort, Gerhoh Steigenberger und Propst Franz Töpsl, bedeutende Vertreter der Katholischen Aufklärung in Bayern.

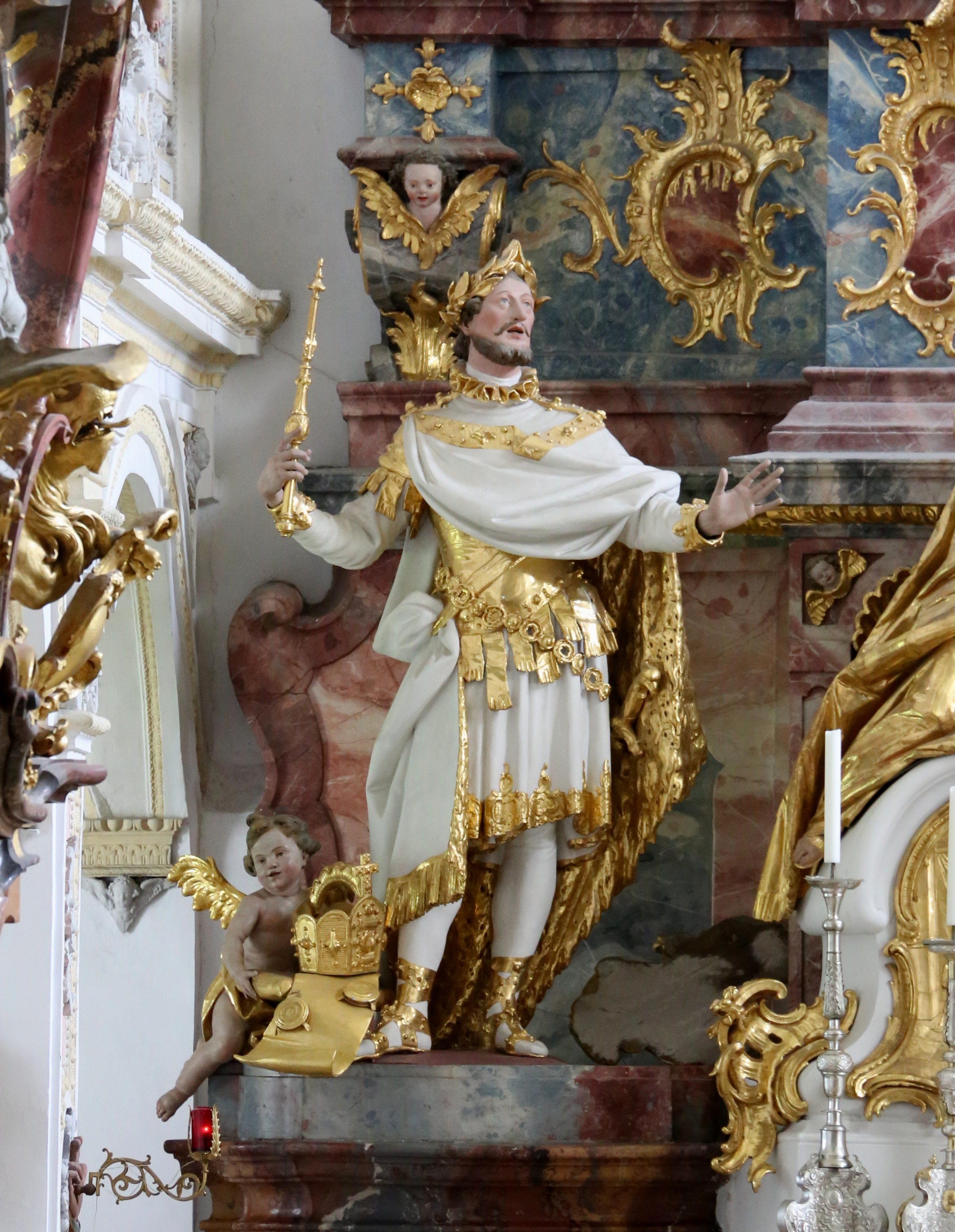
Kaiser Heinrich II.
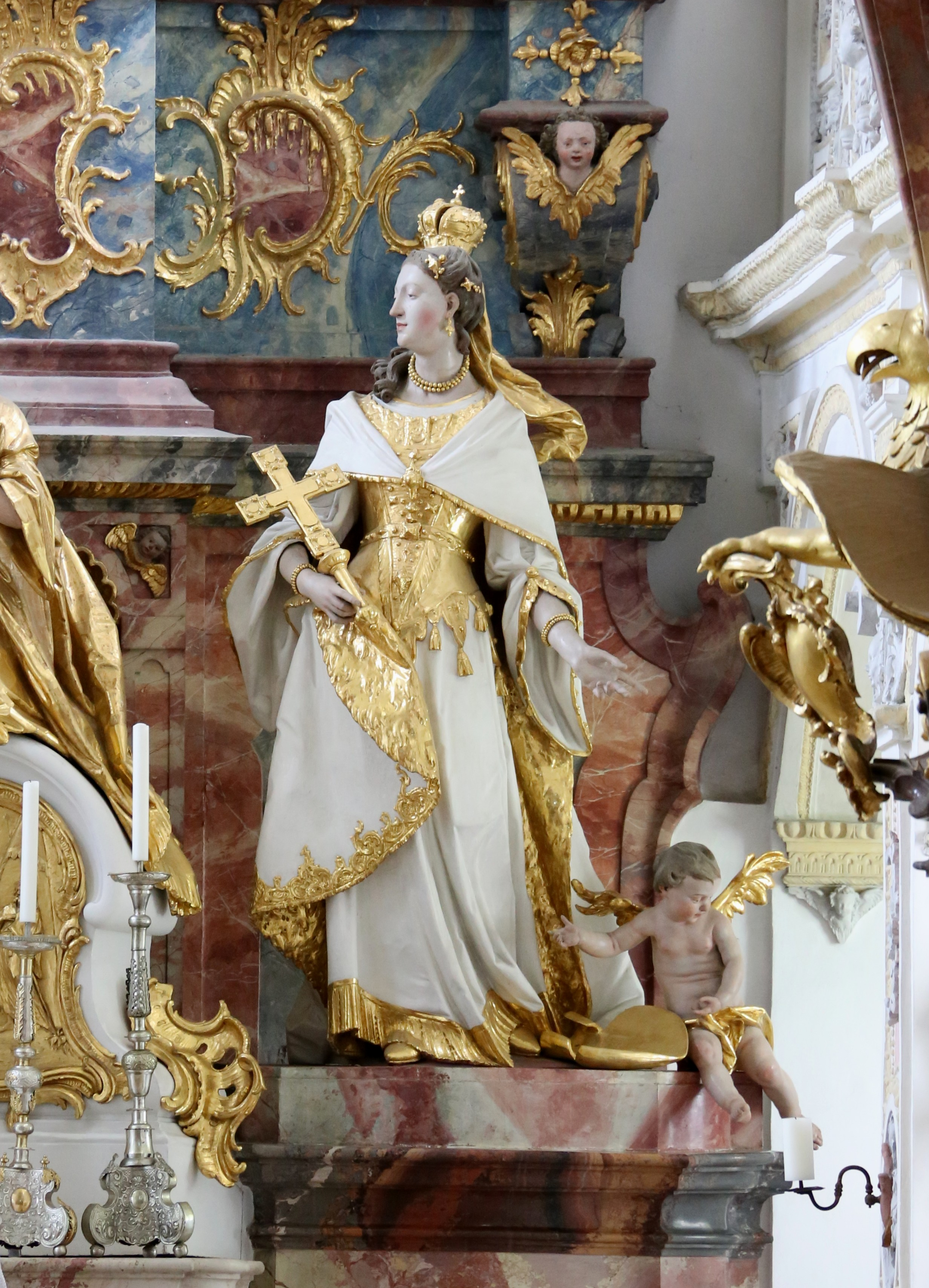
Kunigunde von Luxemburg
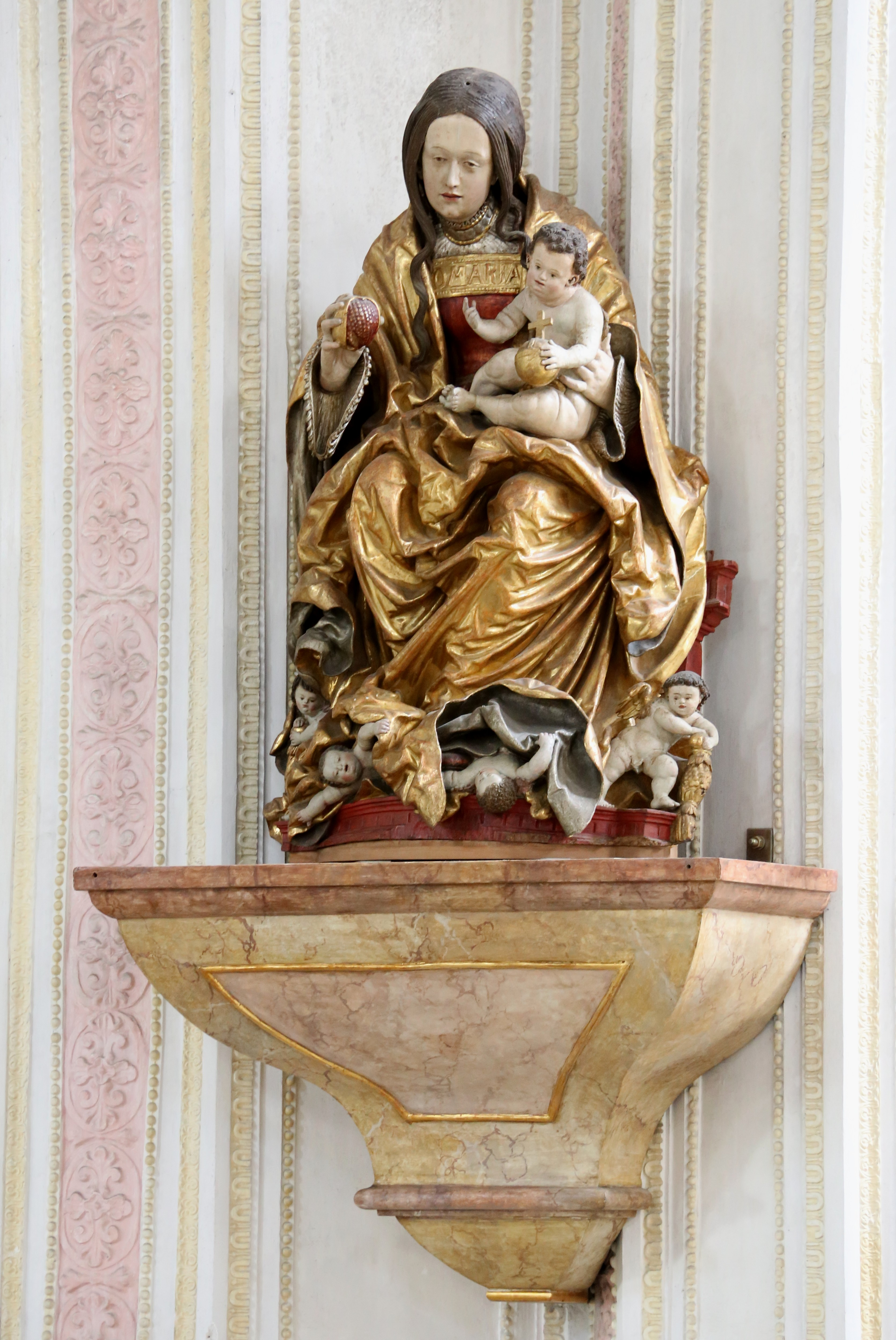
Madonna
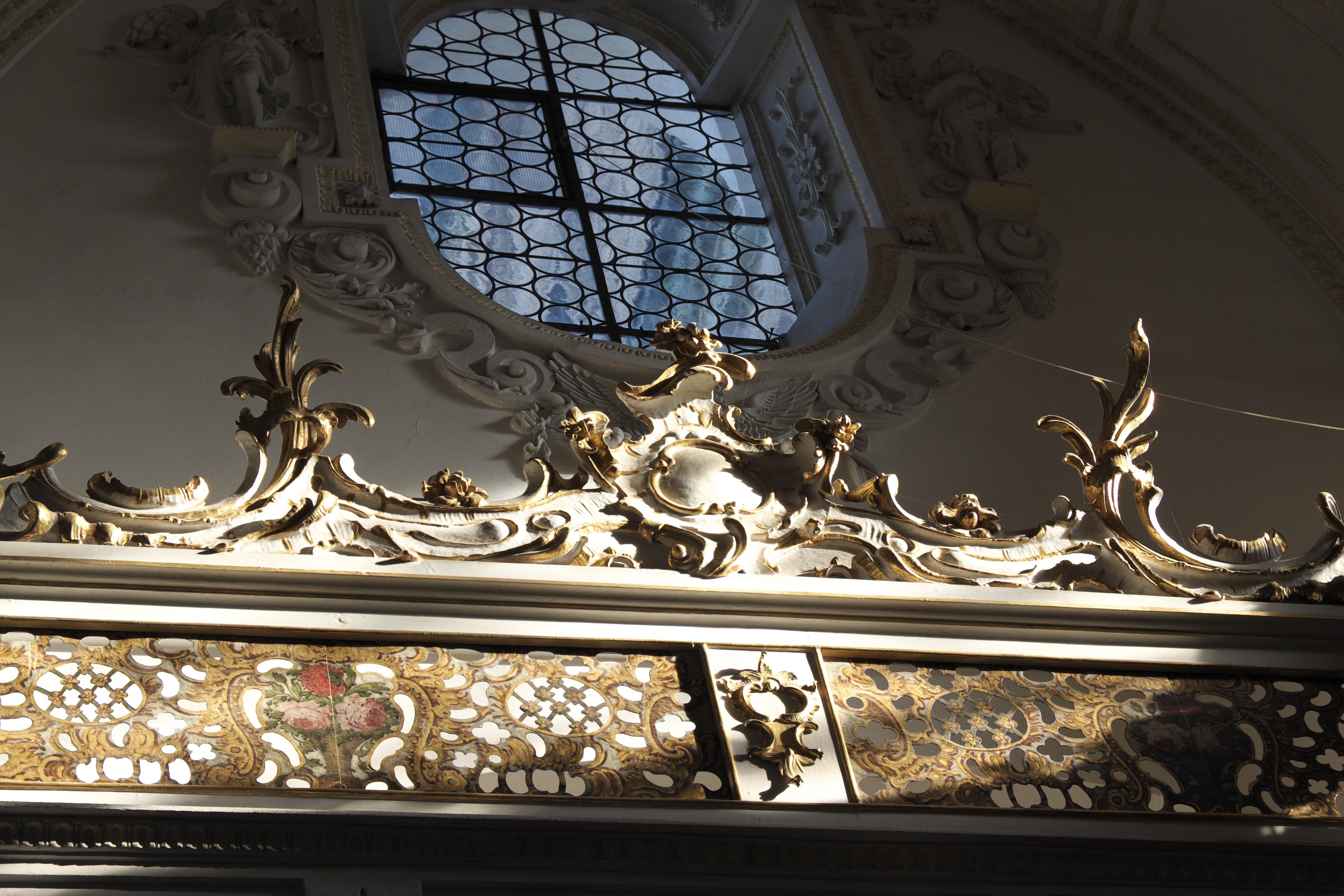
Emporengitter

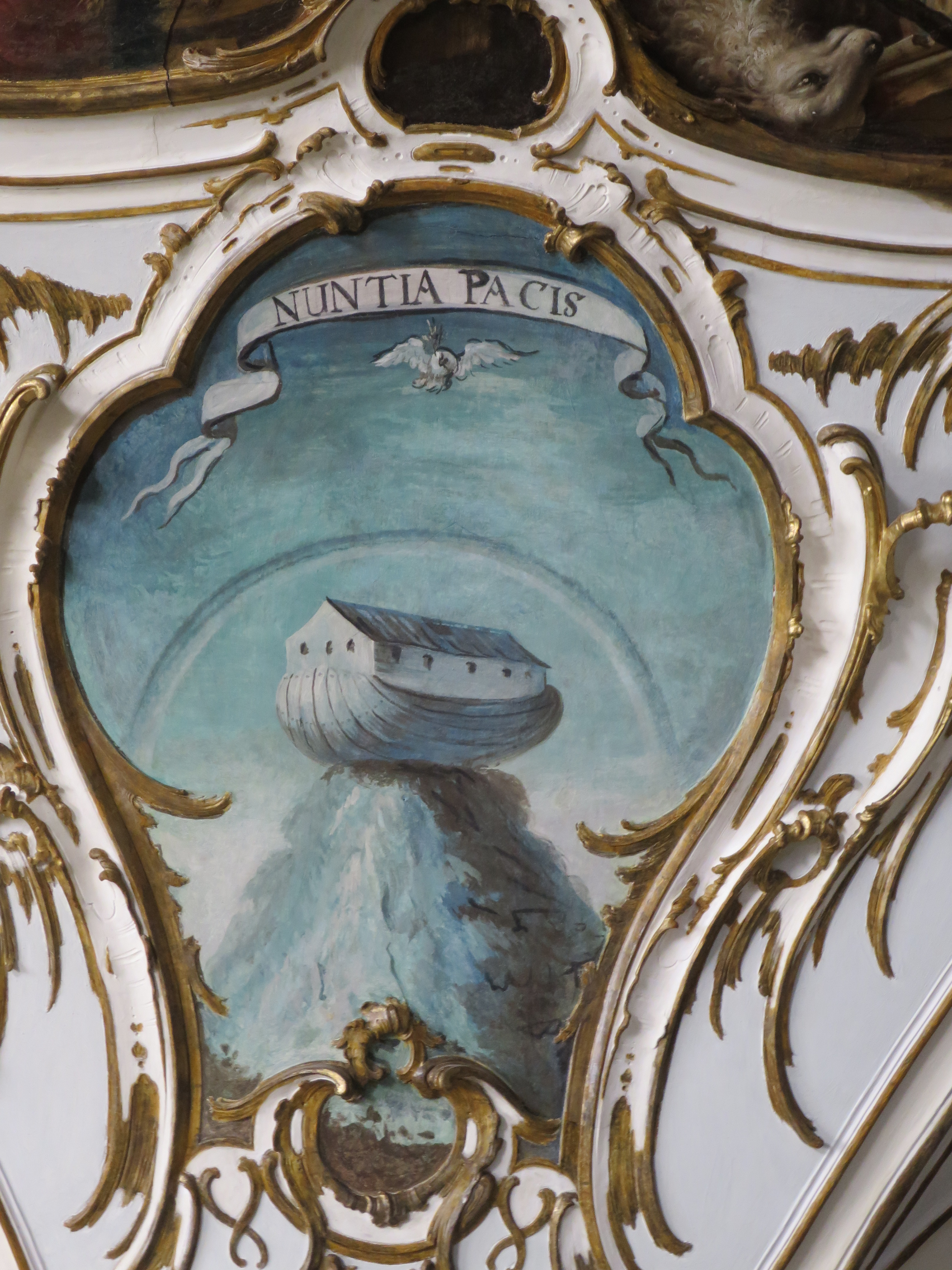
NUNTIA PACIS - Botschaft des Friedens (Arche Noah, Regenbogen, Taube)
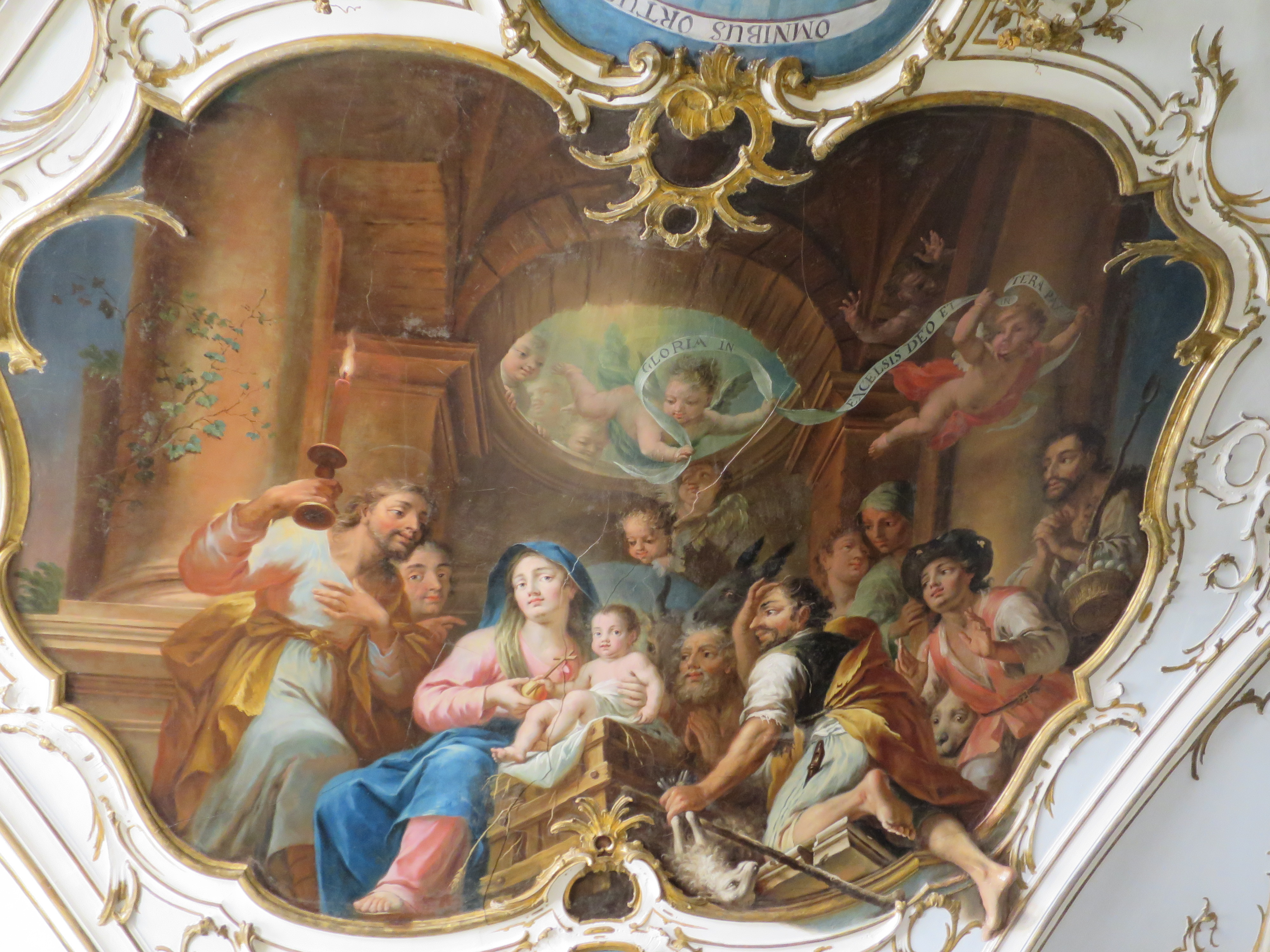
Anbetung der Hirten GLORIA ... ET IN TERRA PAX
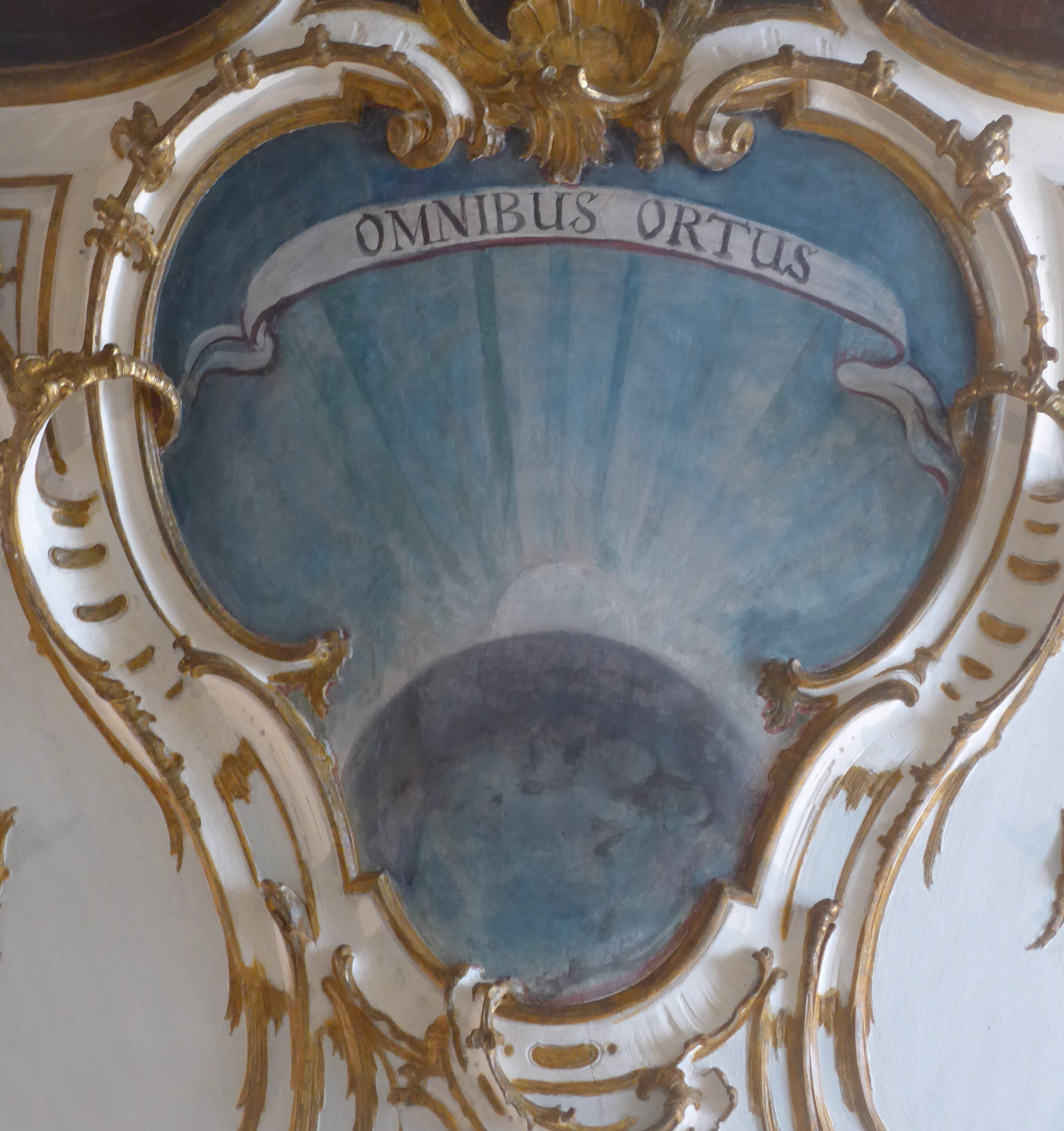
OMNIBUS ORTUS - Für alle aufgegangen
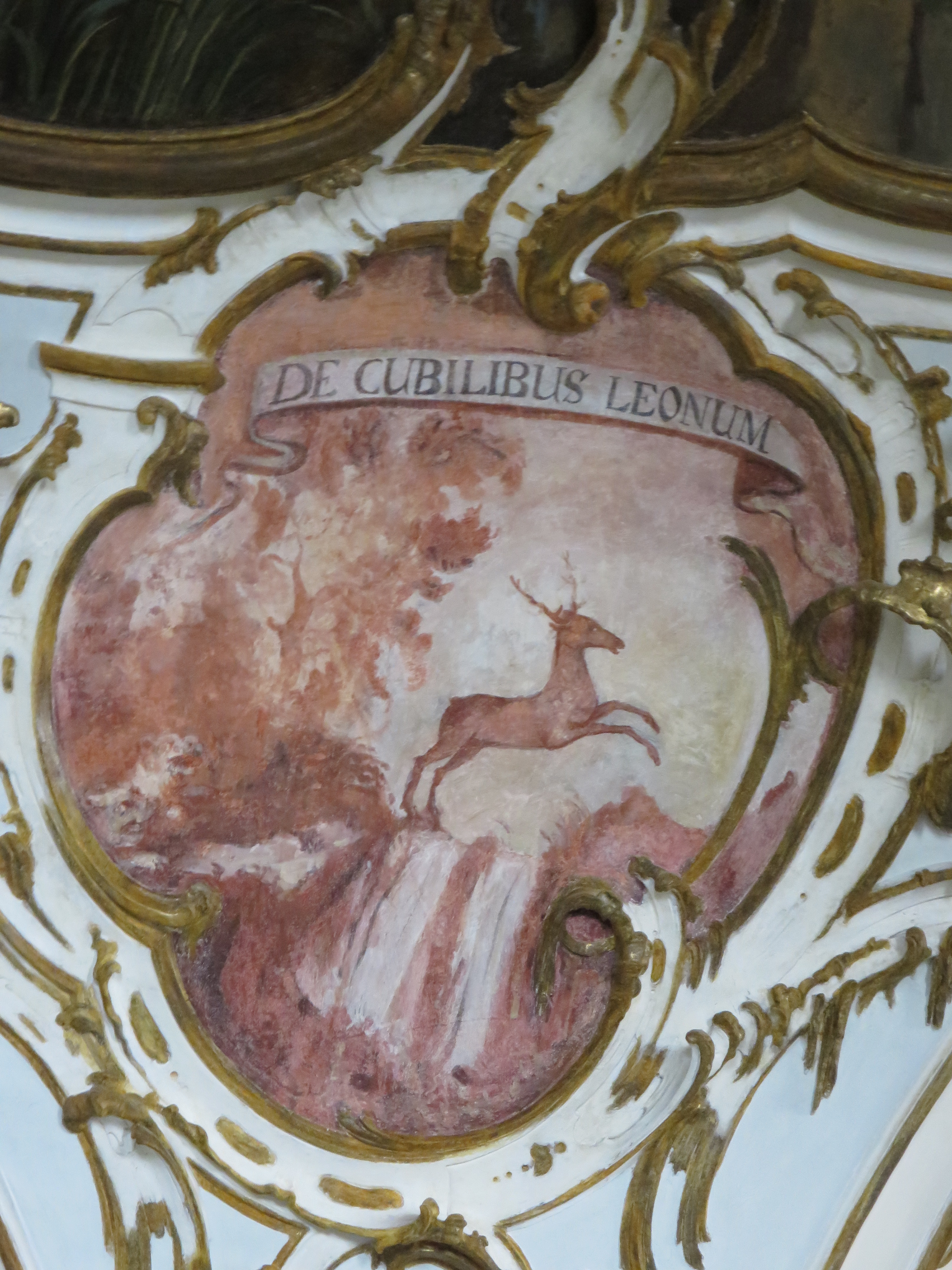
DE CUBILIBUS LEONUM - Aus dem Lager der Löwen
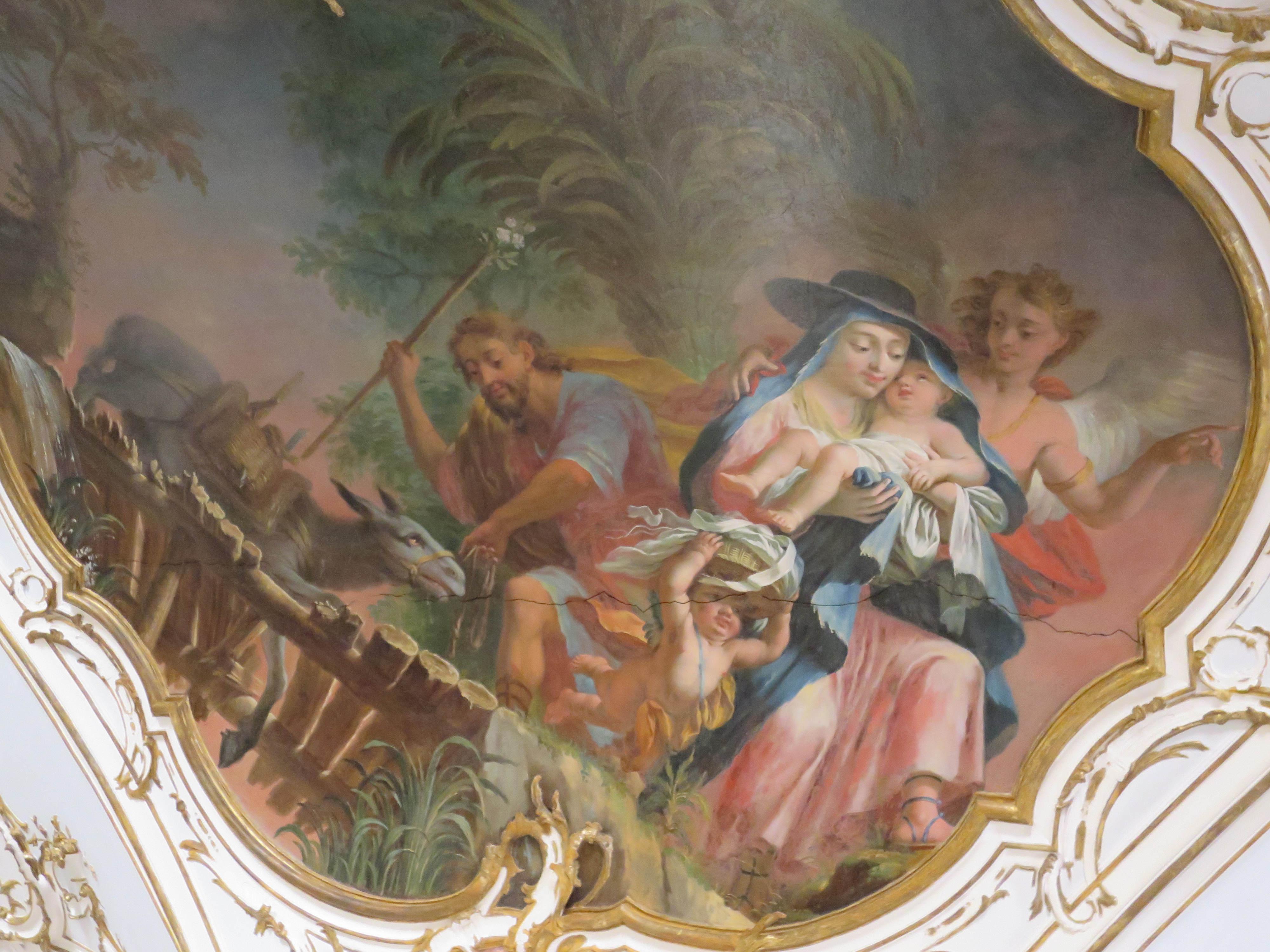
Flucht der Heiligen Familie
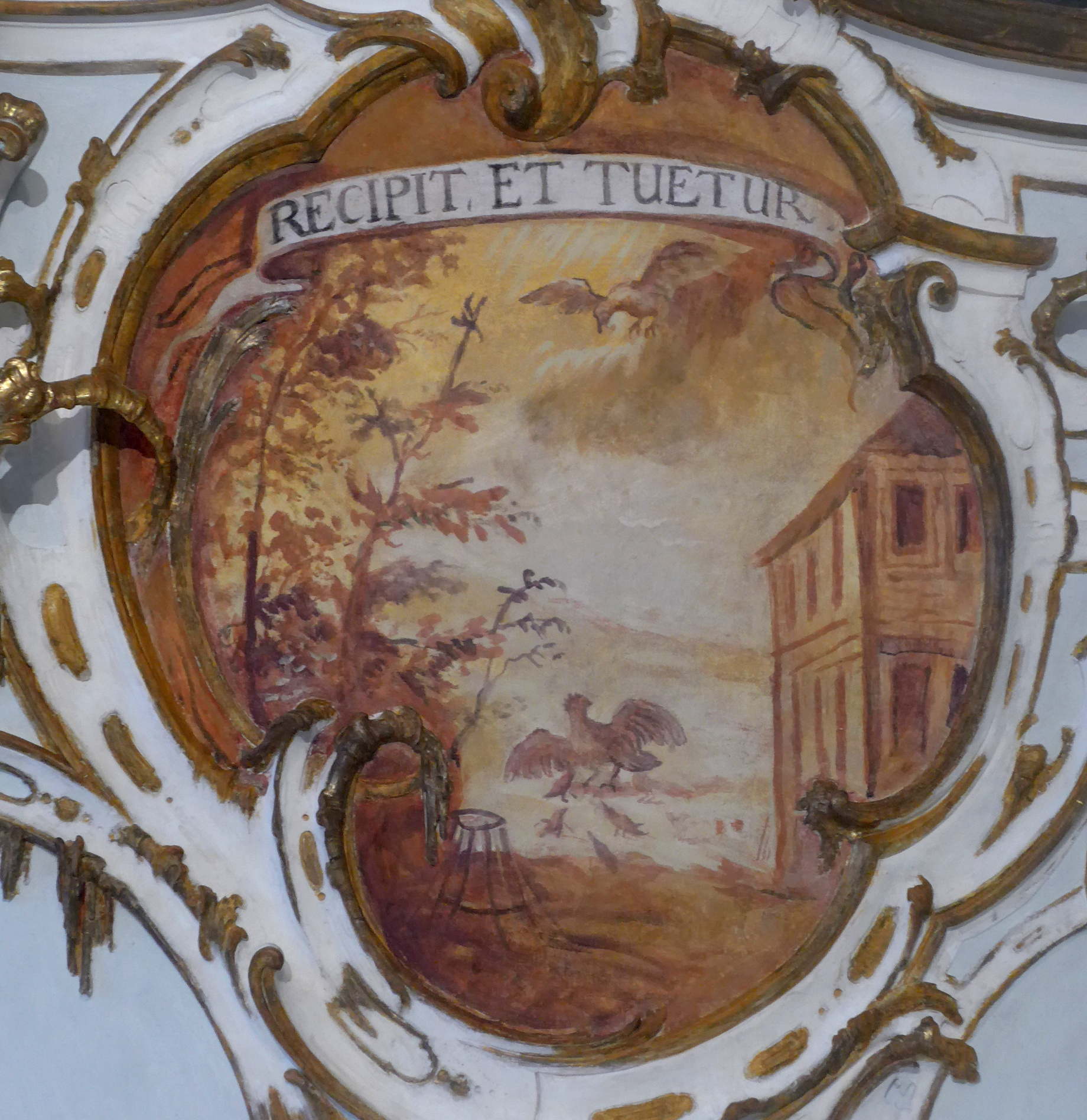
RECIPIT ET TUETUR - Sie nimmt auf und beschützt

## Orgel

Historischer Orgelprospekt der Pirchner Orgel

Die Ursprünge der ersten Orgel sind wenig bekannt oder beschrieben. Über die Jahrhunderte hinweg wurden die Orgeln vielmals verändert bzw. vollständig neu konzipiert und gebaut. Belegt ist, dass bis 1628 der Orgelbauer Simon Hayl (Sohn und Schüler von Daniel Hayl aus Irsee) vier Orgeln in das neu errichtete Kirchengebäude eingebaut hat: eine große Hauptorgel, zwei kleinere Chororgeln, sowie ein viertes kleines Instrument. Im Zuge von Renovierungsarbeiten ab 1763, wurde von Johann Georg Hörterich aus Dirlewang eine neue Haupt- und Chororgel gebaut. Das Orgelgehäuse stammte von Franz Xaver Schmädl. Die Säkularisation überstand die Hörterich Hauptorgel im Wesentlichen unbeschadet. Reparaturarbeiten wurden in den Jahren 1881 und 1899 vom Orgelbauer Max Maerz aus München durchgeführt. Während des Ersten Weltkriegs wurde die Hörterich Orgel 1915 durch einen deutlich verkleinerten Neubau der Rheinländer Fa. Koulen ersetzt. Die Koulen Orgel war nur zweimanualig, das Rückpositiv wurde stillgelegt, blieb aber als Gehäuse erhalten. Im Jahr 1964 baute der Augsburger Max Offner ein neues Werk, um die „alte“ Hörterich Orgel inklusive Rückpositiv wiederherzustellen. Leider waren die damals verbauten Materialien und Werkstoffe nicht auf eine lange Haltbarkeit und Lebensdauer ausgelegt. Bereits in den 1980er Jahren wurde erkennbar, dass Reparatur- und Überarbeitungsaufwand keine langfristige Lösung darstellen. Schließlich wurde 1996 ein Orgelneubau beschlossen. Im Jahr 2004 wurde von der Orgelbaufirma Johann Pirchner aus Steinach am Brenner ein neues Werk mit 42 Registern auf drei Manualen und Pedal in das alte Gehäuse eingebaut. Die Pirchner Orgel wurde am 5. Dezember 2004 durch den Hwst. Herrn Erzabt Jeremias Schröder geweiht. Das Eröffnungskonzert wurde vom Münchner Prof. Harald Feller gestaltet. Die vom Stiftsorganisten Stefan Niebler erarbeitete Disposition der Pirchner-Orgel orientiert sich an süddeutsch-barocken Klangvorbildern und lautet:
| I Hauptwerk C–g3 |       |
| Bourdon          | 16′   |
| Principal        | 8′    |
| Voce umana       | 8′    |
| Rohrflöte        | 8′    |
| Gambe            | 8′    |
| Octave           | 4′    |
| Spitzflöte       | 4′    |
| Quinte           | 2 ⁄3′ |
| Octave           | 2′    |
| Mixtur major IV  |       |
| Mixtur minor III |       |
| Cornet           |       |
| Trompete         | 8′    |

| II Rückpositiv C–g3 |        |
| Copel               | 8′     |
| Quintade            | 8′     |
| Principal           | 4′     |
| Rohrflöte           | 4′     |
| Nazard              | 2 ⁄3′  |
| Octave              | 2′     |
| Terz                | 1 3⁄5′ |
| Quinte              | 1 ⁄3′  |
| Zimbel III          |        |
| Cromorne            | 8′     |
| Tremulant           |        |

| III Unterwerk C–g3 |    |
| Holzportun         | 8′ |
| Salizional         | 8′ |
| Piffara            | 8′ |
| Fugara             | 4′ |
| Nachthorn          | 4′ |
| Waldflöte          | 2′ |
| Mixtur IV          |    |
| Oboe               | 8′ |
| Vox humana         | 8′ |
| Schalmei           | 4′ |
| Tremulant          |    |

| Pedal       |         |
| Principal   | 16′     |
| Subbaß      | 16′     |
| Quinte      | 10 2⁄3′ |
| Octave      | 8′      |
| Gemshornbaß | 8′      |
| Choralbaß   | 4′      |
| Mixtur      | 2 ⁄3′   |
| Bombarde    | 16′     |
| Posaune     | 8′      |

Spieltisch der Pirchner Orgel

- Koppeln: II/I, III/I, III/II, I/P, II/P, III/P
- Bemerkungen: Schleiflade, mechanische Spiel- und Registertraktur
- Stimmung: ungleichschwebend nach Vallotti